# Barbara Rumpf
Barbara Rumpf (* 1960 in Neustadt an der Weinstraße) ist eine deutsche Bildhauerin. Sie hat zahlreiche Kunstwerke geschaffen und ist dafür ausgezeichnet worden. Mit ihrem Ehemann Gernot Rumpf wurde sie durch die gemeinsamen Arbeiten an Brunnen und Skulpturen aus Bronze bekannt.

## Leben und Wirken

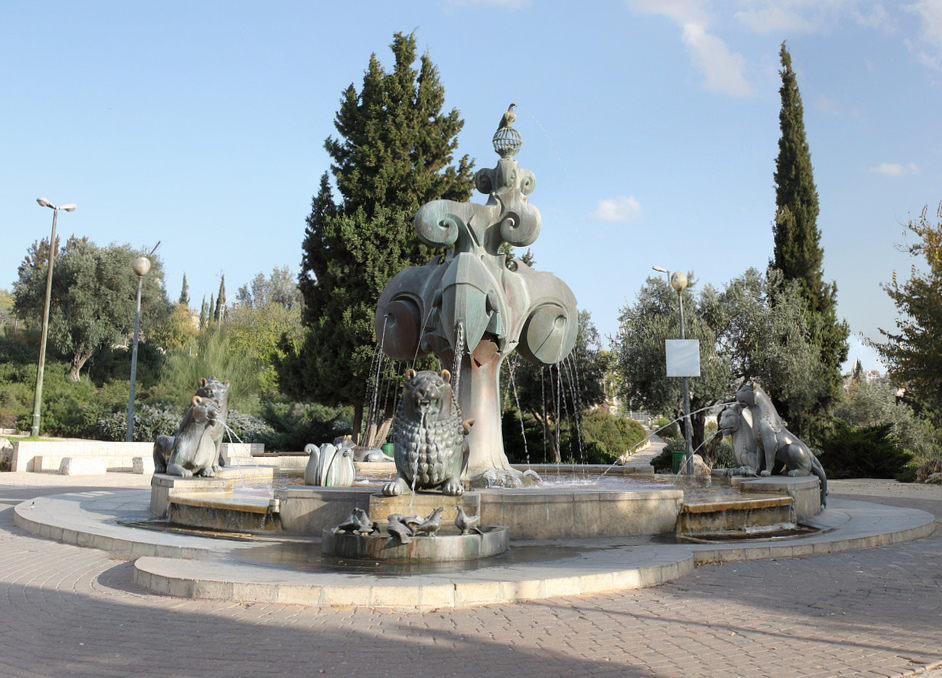
Löwenbrunnen in Jerusalem

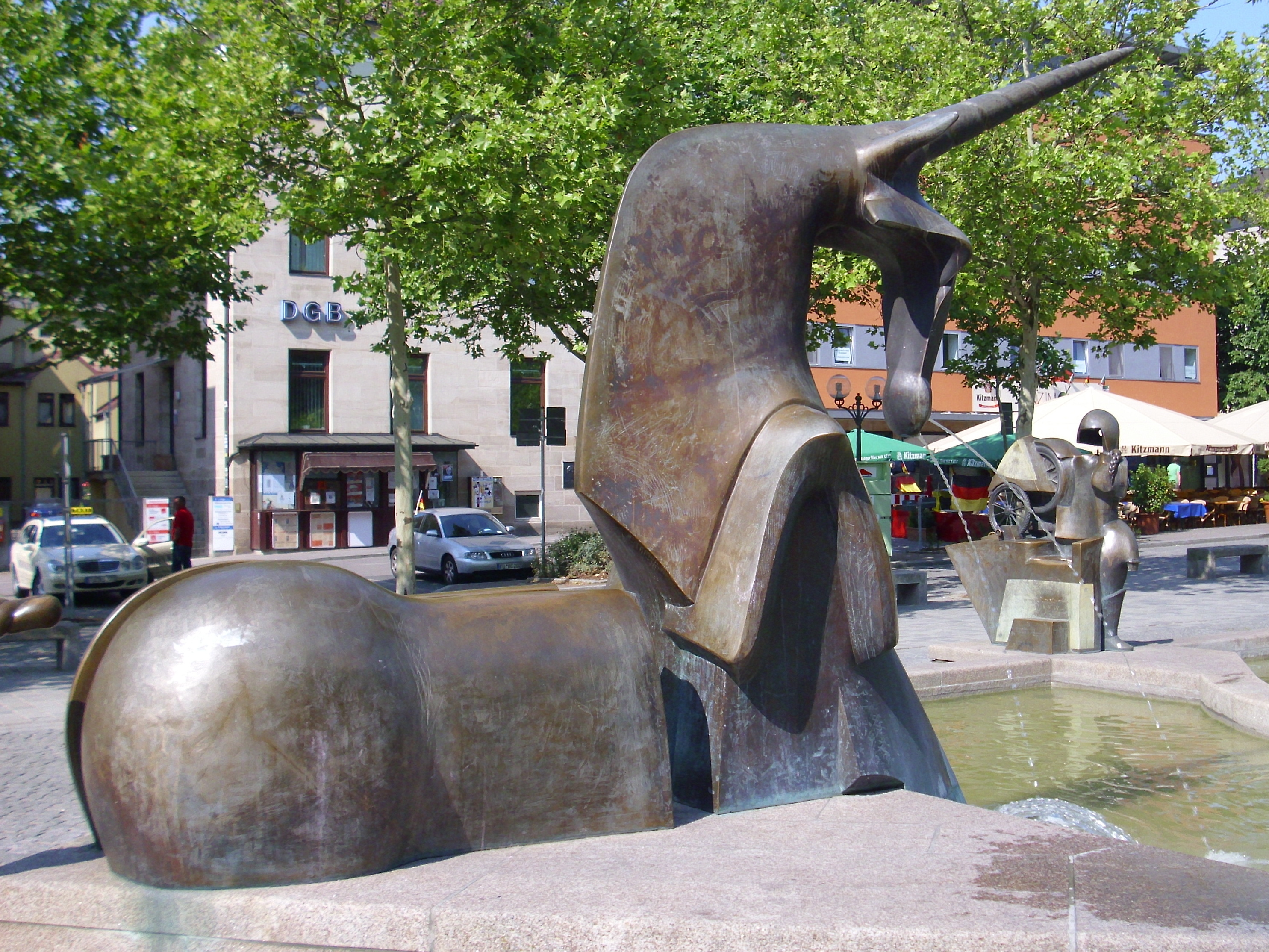
Detail des Paradiesbrunnens in Fürth

Nach ihrer Schulzeit absolvierte Barbara Rumpf 1979 ein Praktikum in der Kostümschneiderei am Nationaltheater in Mannheim. Im gleichen Jahr begann die Zusammenarbeit mit dem Bildhauer Gernot Rumpf, den sie 1981 heiratete. Nach der Geburt von vier Kindern, darunter der Keramikerin Eva Rumpf, studierte Barbara Rumpf von 1992 bis 1998 Bildhauerei an der Universität Mainz bei Christa Biederbick. 1997 wurde Barbara Rumpf mit einem Förderpreis ausgezeichnet.
Rumpf ist im Vorstand der Professor-Gernot-Rumpf-Stiftung und der Ike und Berthold-Roland-Stiftung. Seit 2019 steht ihre Bronzeplastik Kleine Nike im Landesmuseum Mainz.

## Auszeichnung
- Förderpreis der Stiftung zur Förderung der Kunst in der Pfalz (1997)

## Publikation
- Gernot und Barbara Rumpf: Der Löwenbrunnen zu Jerusalem. Hartung-Gorre-Verlag, Konstanz 2000, ISBN 978-3-89649-518-1.